# 알바니아 U-20 축구 국가대표팀
알바니아 U-20 축구 국가대표팀(알바니아어: Kombëtarja shqiptare nën-20 e futbollit)은 알바니아를 대표하는 20세 이하의 축구 국가대표팀으로, 알바니아의 축구 관리 기관인 알바니아 축구 협회의 관리를 받는다. 2009년 지중해 게임에 참가하기 위해 처음으로 결성되었다.